# Jamaica az 1994. évi téli olimpiai játékokon
Jamaica a norvégiai Lillehammerben megrendezett 1994. évi téli olimpiai játékok egyik részt vevő nemzete volt. Az országot az olimpián 1 sportágban 4 sportoló képviselte, akik érmet nem szereztek.

## Bob
| Versenyző                                            | Versenyszám | 1. futam | 1. futam | 2. futam | 2. futam | 3. futam | 3. futam | 4. futam | 4. futam | Összesítés | Összesítés |
| Versenyző                                            | Versenyszám | Idő      | Hely.    | Idő      | Hely.    | Idő      | Hely.    | Idő      | Hely.    | Idő        | Helyezés   |
| ---------------------------------------------------- | ----------- | -------- | -------- | -------- | -------- | -------- | -------- | -------- | -------- | ---------- | ---------- |
| Dudley Stokes Wayne Thomas                           | Kettes      | 53,59    | 25.      | 53,81    | 24.      | 53,76    | 24.*     | kizárták | kizárták | kiesett    | kiesett    |
| Dudley Stokes Winston Watt Chris Stokes Wayne Thomas | Négyes      | 52,50    | 18.      | 52,56    | 18.      | 52,39    | 10.      | 52,51    | 10.      | 3:29,96    | 14.        |

* - egy másik csapattal azonos eredményt ért el